# 태너 뷰캐넌

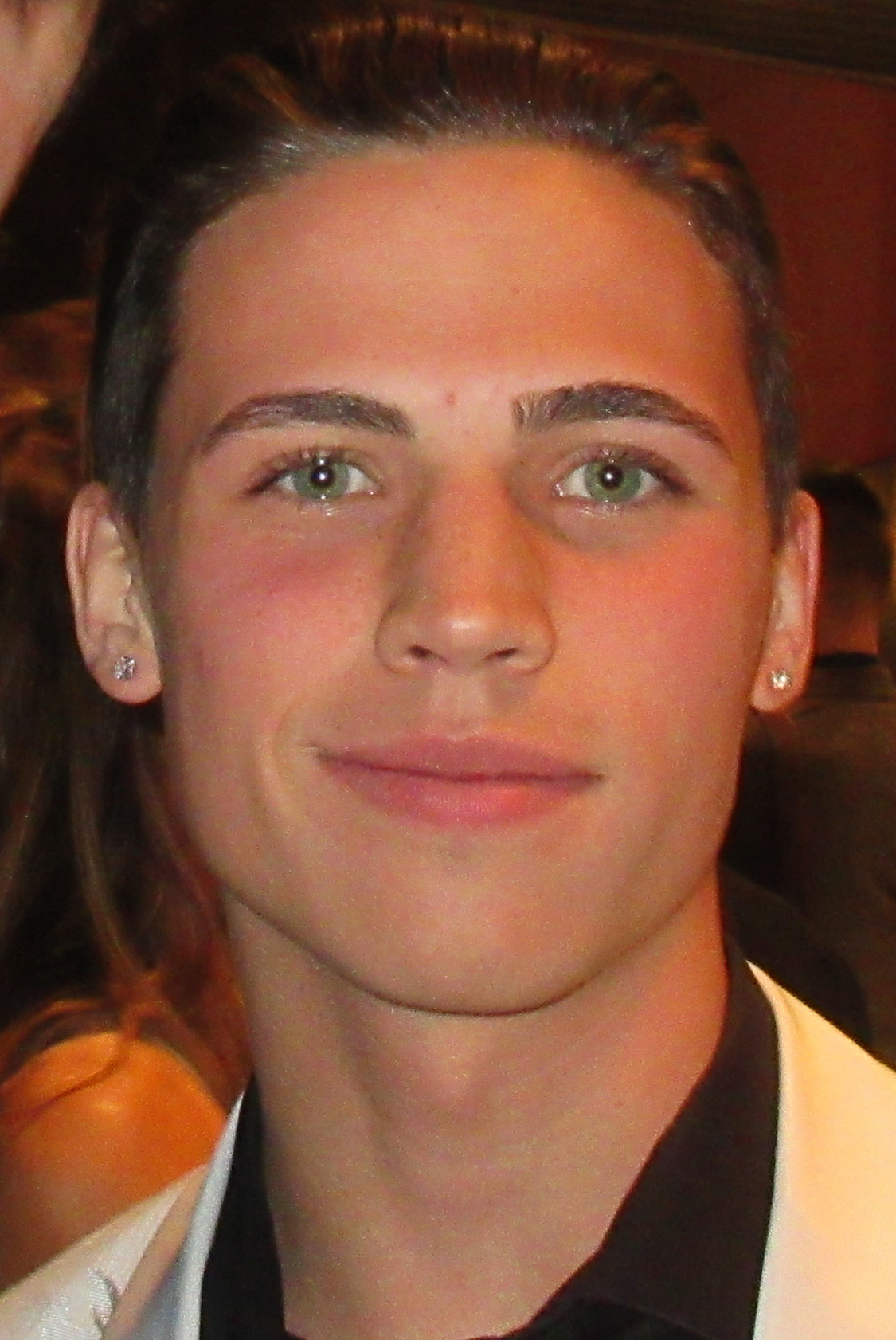
2018년 모습

태너 뷰캐넌(Tanner Buchanan, 1998년 12월 8일 ~ )은 미국의 배우이다.
버뱅크에서 태어났다.

## 출연 작품

### 영화
- 히즈 올 댓 (2021)

### 텔레비전
- 포스터 가족 (2016)
- 지정생존자 (2016-18) - 리오 커크먼 역
- 코브라 카이 (2018-현재)